# Pays de l'arrondissement de Sarreguemines
Le pays de l'arrondissement de Sarreguemines (anciennement pays de Sarreguemines-Bitche-Sarralbe) est un pays des départements de la Moselle et du Bas-Rhin, constitué en syndicat mixte.
Ce territoire correspond à l'arrondissement de Sarreguemines, plus la commune bas-rhinoise de Siltzheim. Il regroupe deux intercommunalités (EPCI), et comptait 103 171 habitants en 2007 pour 84 communes.

## Composition

### EPCI
Le pays se compose des EPCI suivants :
- Communauté d'agglomération Sarreguemines Confluences
- Communauté de communes du Pays de Bitche